# Llach: La Revolta Permanent
Llach, la revolta permanent és un documental de Lluís Danés del 2006 que repassa la trajectòria del cantautor Lluís Llach, agafant com a leit-motiv la massacre de Vitòria del 3 de març de 1976, que inspiraren l'obra Campanades a Morts.
Abans de la seva estrena oficial el 9 de març de 2007, es presentà al festival de cinema de Sant Sebastià, i se'n feren dues preestrenes: una al Liceu el 12 de febrer de 2007 i una altra el 3 de març de 2007 a Vitòria.

## Repartiment
- Carlos Arias Navarro	...	ell mateix
- Maria del Mar Bonet	...	ella mateixa
- Juan Carlos de Borbón	...	ell mateix
- Sofía de Grecia		...	ella mateixa
- Manuel Fraga	...	ell mateix
- Francisco Franco		...	ell mateix
- Lluís Llach	...	ell mateix
- Mercedes Milá	...	ella mateixa
- Marina Rossell	...	ella mateixa
- Rodolfo Martín Villa	...ell mateix

## Palmarès

### Festivals
- Donostia San Sebastian International Film Festival - Velódromo 2006[6][7]
- Seminci - Festival Internacional de Cine de Valladolid - Spanish Cinema 2008[1]

### Nominacions
- Premi Barcelona de Cinema 2007 Millor Documental,[8] Millor Pel·lícula en V.O. Catalana[9] i Millor so.[10]
- Premis Butaca 2007 Millor pel·lícula catalana[11]
- Premios de la música 2008 Millor Producció Musical Audiovisual.[12]

### Premis
- Premi Barcelona de Cinema 2007: Millor música.[10]
- Festival Memorimage de Reus. Premi a la millor pel·lícula, Premi del públic[10] i Premi Memorial Democràtic[13]